# Neckera plumula
Neckera plumula là một loài rêu trong họ Neckeraceae. Loài này được (Nees) Müll. Hal. mô tả khoa học đầu tiên năm 1850.